# Nagyszentjános
Nagyszentjános ist eine ungarische Gemeinde im Kreis Győr im Komitat Győr-Moson-Sopron. Sie liegt gut 15 Kilometer östlich von Győr und drei Kilometer südlich der Donau.

## Gemeindepartnerschaft
- Búč, Slowakei

## Sehenswürdigkeiten
- Römisch-katholische Kirche Szent János apostol és Szent Liborius püspök, erbaut nach Plänen von Sándor Horváth

## Verkehr
Durch Nagyszentjános verläuft die Landstraße Nr. 8152, südlich des Ortes die Autobahn M1. Die Gemeinde ist angebunden an die Eisenbahnstrecke von Győr nach Komárom.

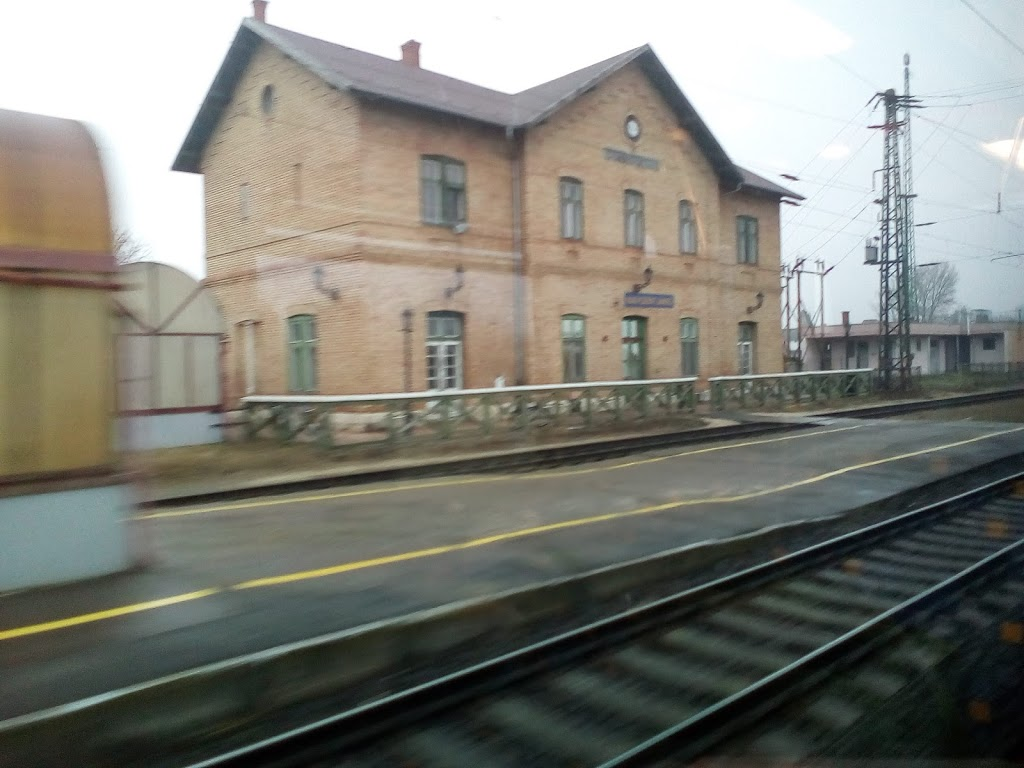
Bahnhof in Nagyszentjános